# Semaine 48
D'après la norme ISO 8601, une semaine débute un lundi et s'achève un dimanche, et une semaine dépend d'une année lorsqu'elle place une majorité de ses sept jours dans l'année en question, soit au moins quatre. Dès lors, la semaine 48 est la semaine du quarante-huitième jeudi de l'année. Elle suit la semaine 47 et précède la semaine 49 de la même année.
La semaine 48 est pratiquement toujours la semaine du 29 novembre, sauf exceptionnellement, dans le cas d'une année bissextile commençant un jeudi.
Elle commence au plus tôt le 22 novembre et au plus tard le 29 novembre.
Elle se termine au plus tôt le 28 novembre et au plus tard le 5 décembre.

## Notations normalisées
La semaine 48 dans son ensemble est notée sous la forme W48 pour abréger.
| Jour de la semaine 48 | Notation |
| --------------------- | -------- |
| Lundi                 | W48-1    |
| Mardi                 | W48-2    |
| Mercredi              | W48-3    |
| Jeudi                 | W48-4    |
| Vendredi              | W48-5    |
| Samedi                | W48-6    |
| Dimanche              | W48-7    |

## Cas de figure
| Cas | Le 31 décembre est… | L'année est une année… | Le quarante-huitième jeudi de l'année tombe… | La semaine 48 débute… | La semaine 48 s'achève…  | Premier cas après 2008 |
| --- | ------------------- | ---------------------- | -------------------------------------------- | --------------------- | ------------------------ | ---------------------- |
| 0   | Un vendredi         | bissextile DC          | Le 25 novembre                               | Le lundi 22 novembre  | Le dimanche 28 novembre  | 2032                   |
| 1   | Un jeudi            | D ou ED                | Le 26 novembre                               | Le lundi 23 novembre  | Le dimanche 29 novembre  | 2009                   |
| 2   | Un mercredi         | E ou FE                | Le 27 novembre                               | Le lundi 24 novembre  | Le dimanche 30 novembre  | 2014                   |
| 3   | Un mardi            | F ou GF                | Le 28 novembre                               | Le lundi 25 novembre  | Le dimanche 1er décembre | 2013                   |
| 4   | Un lundi            | G ou AG                | Le 29 novembre                               | Le lundi 26 novembre  | Le dimanche 2 décembre   | 2018                   |
| 5   | Un dimanche         | A ou BA                | Le 30 novembre                               | Le lundi 27 novembre  | Le dimanche 3 décembre   | 2017                   |
| 6   | Un samedi           | B ou CB                | Le 1er décembre                              | Le lundi 28 novembre  | Le dimanche 4 décembre   | 2011                   |
| 7   | Un vendredi         | C                      | Le 2 décembre                                | Le lundi 29 novembre  | Le dimanche 5 décembre   | 2010                   |

1. 1 2 3  Dans ce cas, l'année compte une semaine 53.